# Sport União Sintrense
O Sport União Sintrense MHIP é um clube português, localizado na vila de Sintra, distrito de Lisboa.
A equipa de futebol disputa o seus jogos em casa no Estádio do Sport União Sintrense.

## História
O clube foi fundado em 7 de Outubro de 1911 e o seu atual presidente é José Sequeira.  A equipa de seniores disputa na época de 2024/25 o Campeonato de Portugal, militando na série D.
Já passaram por este clube, o mais representativo do concelho de Sintra, a par do Hockey Clube de Sintra, do Atlético de Queluz e da Sociedade União 1º de Dezembro de S. Pedro de Sintra, excelentes jogadores, alguns deles internacionais portugueses e brasileiros.
A 8 de Outubro de 1969, aquando do seu 58.º Aniversário, foi feito Membro-Honorário da Ordem da Instrução Pública.

## Dérbi de Sintra
O Sintrense tem como principal rival o Sociedade União 1º Dezembro. A distância é de 2km entre ambos os estádios e estes jogos - como dérbis que são - são duros tanto mentalmente como fisicamente.
O Sintrense levou a melhor no ultimo "Dérbi de Sintra" realizado no Estádio do Sociedade União 1º Dezembro vencendo os anfitriões por 2-1 com golos de Diogo Pires e Filipe "Pipas". 

## Futebol

### Histórico (inclui 07/08)
|                   | Nº Presenças | Títulos |
| ----------------- | ------------ | ------- |
| Temporadas na 1ª  | 0            |         |
| Temporadas na 2ª  | 0            |         |
| Temporadas na 2ªB | 20           |         |
| Temporadas na 3ª  | 28           |         |
| Taça de Portugal  | ??           |         |
| Taça da Liga      | 0            |         |